# Кравченко Сергій Григорович
Кравченко Сергій Григорович (нар. 29 листопада 1960, м. Люботин, Харківська область, УРСР, СРСР — пом. 1 березня 2022, м. Харків, Харківська область, Україна) — український науковець, доктор архітектури, військовик, учасник російсько-української війни, що загинув у ході російського вторгнення в Україну. Батько Миколи Кравченка (1983—2022) — українського громадського і політичного діяча, що теж загинув у ході цієї війни.

## Життєпис
Певний час працював головним архітектором м. Люботина.
28 лютого 2022 року підписав контракт з Силами територіальної оборони Збройних сил України, хоча дві доби перед тим провів з автоматом в руках на Олексіївці в очікуванні ворожої танкової колони з харківської окружної дороги.
1 березня 2022 року мав їхати до Києва отримувати диплом доктора наук, оскільки незадовго до того захистив дисертацію. Проте замість цього залишився боронити м. Харків, де й загинув від рук російських окупантів.